# Lijst van personages uit Sonic the Comic
Dit is een lijst van personages uit de stripserie Sonic the Comic.
Dit artikel bevat uitsluitend personages die speciaal voor de stripreeks bedacht zijn. Voor personages overgenomen uit de videospellen, zie Lijst van personages uit Sonic the Hedgehog (spellen).

## B.A.R.F.
De B.A.R.F., ofwel de Badnik Army Repair Functionaries, zijn een tak van Robotniks handlangers die de vernielde Batnik-robots weer repareren. Hoe groot deze tak was is niet bekend, daar in de strip maar twee leden regelmatig worden gezien: Cam (een kat) en Bert (een stier). Bert was de klusjesman met een grote aanleg voor hamers, en Cam was het brein van de twee die zich bezighield met het herprogrammeren van de robots. Beide waren erg toegewijd aan Robotnik.
De twee verschenen ook in hun eigen Sonic's World verhalen: No More Mr. Nice Bug (STC 32-34) en The Seven Badniks (STC 59-62).

## Captain Plunder
Captain Plunder is een schurk/antiheld. Hij is de leider van een troep luchtpiraten die allemaal sterk lijken op stereotiepe piraten. Plunder heeft zelf een traditioneel ooglapje, houten been en zwarte hoed. Hoewel hij aanvankelijk een antagonist was, bleek hij populair genoeg voor een reeks soloverhalen waarin hij meer een antiheld was.
Hoewel Plunder sterk gevreesd wordt op Mobius, heeft hij een slechte reputatie bij andere piraten.

## Commander Brutus
Commander Brutus is een van de antagonisten uit de serie. Toen Robotnik een betrouwbare assistent zocht, selecteerde hij de badnik Brutus en gaf hem een kopie van zijn eigen hersenpatronen. Tevens onderging Brutus een operatie om hem een vrijwel onverwoestbaar harnas te geven.
In zijn getransformeerde toestand was Brutus vrijwel onkwetsbaar, beschikte over immense kracht, snelheid en uithoudingsvermogen, kon vliegen, en beschikte over infrarood- en x-ray zicht.
Brutus diende als Robotniks tweede bevelhebber. Doordat hij Robotniks hersenpatronen bezat, wilde Brutus echter zelf Mobius overheersen.  Hij keerde zich tegen zijn schepper, en bevocht Robotniks leger. Robotnik bevocht uiteindelijk eigenhandig Brutus met behulp van een robotpak, en vernietigde hem door hem in vloeibare stikstof te gooien.

## Dr. Zachary
Dr. Zachary is een vijand van Knuckles the Echidna. Hij verscheen voor het eerst in Sonic the Comic #65. Hij is net als Knuckles een antropomorfe mierenegel, en daarmee een van de laatste twee mierenegels op Mobius.  Hij heeft veel kennis van het mierenegelvolk.
Bij zijn debuut in de stip vernietige Zachary de Master Emerald om diens energie te absorberen. Knuckles betrapte hem, en gooide hem van het zwevende eiland. Zachary raakte hierbij zwaargewond en zou zijn omgekomen als Robotnik hem niet had gevonden. Robotnik had interesse in Zachary daar hij dacht dat Knuckles de laatste van zijn soort was, en redde Zachary’s leven door hem robotimplantaten te geven. In ruil daarvoor gaf Zachary Robotnik belangrijke informatie over het zwevende eiland. Samen vielen de twee het eiland aan. Toen Knuckles hem versloeg, groef Zachary zichzelf snel in. Wat er nadien met hem is gebeurd is niet bekend.
In de onofficiële online strip van Sonic the Comic is Zachary een van de primaire antagonisten.

## D.R.A.T.
D.R.A.T., ofwel Doctor Robotnik Appreciation Tribe, is de naam van een groep schurken die zowel voor als na de val van Robotniks rijk de Freedom Fighters tegenwerkten. Ondanks hun pogingen om kwaadaardig te lijken, komen ze eerder belachelijk over op Sonic en co. Ze werden zelfs vernederend verslagen door Tails en Charmy Bee.

## Drakon Keizerrijk
Het Drakon Keizerrijk was in een ver verleden de tegenstander van de mierenegels. De Drakon waren buitenaardse visachtige wezens, die dankzij exopakken op het land konden leven. De Drakon vonden 8000 jaar geleden de chaosenergie uit, maar konden deze niet beheersen. Daarom vielen ze Mobius binnen, en stalen de diamanten van de mierenegels. Deze diamanten konden de chaosenergie absorberen zodat deze veilig te gebruiken was. De mierenegels stalen deze diamanten terug, en gebruikten ze om de Drakon te verslaan.
In het heden keerden de Drakon onverwacht terug, en sloten zich aan bij Robotnik. Robotnik verraadde de Drakon echter.

## Ebony
Ebony is een antropomorfe kat en ervaren magiër. Ze runde een koffiebar genaamd de Groovy Train, en was goede vrienden met een ziener genaamd Pyjamas. Ze zorgde voor Super Sonic toen die zijn geheugen kwijt was, en hoopte hem zo te kunnen veranderen in een goed iemand. Toen dit mislukte, fuseerde ze hem weer met Sonic.

## Fabian Vane
Een personage dat vooral diende als vrolijke noot. Hij is een zanger, maar wel een van de slechtste die ooit heeft geleefd. Hij probeert alles om beroemd te worden.

## Fleabyte
Fleabyte is een premiejager die praat met een Texaans accent. Hoewel hij Dr. Robotnik als een glorieuze leider zag, lijkt hij geen specifieke banden met de dokter te hebben zoals B.A.R.F. of Metamorphia. Fleabyte heeft een robotische arm waarmee hij sloten kan openen. Felabyte had het vooral voorzien op Tails.

## Grimer
Grimer is Robotniks labassistent. Hij is een groen gebochelt wezen, en het technische genie in Robotniks organisatie. Hij was het meesterbrein achter de creatie van de Metallix robots.
Grimer was enorm loyaal aan Robotnik, en accepteerde alle mishandelingen die hij onderging. In  zijn pogingen Robotnik te helpen heeft hij regelmatig bewezen een competente en gevaarlijke tegenstander te zijn van Sonic en de Freedom Fighters. Ondanks dat hij regelmatig de kans had om voor zichzelf te gaan werken, deed hij dit nooit.

## Hobson and Choy
Twee criminelen ontsnapt uit het Drakon Keizerrijk. De twee deden enkel mee in een tweedelig verhaal vernoemd naar hen. Choy is een kleine paarse bever, en Hobson een grote gepierde walrus. Bij hun ontsnapping uit het keizerrijk belandden ze in Robotniks basis, alwaar Robotnik hen al snel ertoe aanzette om voor hem te werken.

## Johnny Lightfoot
Een antropomorf konijn, en lid van de Freedom Fighters. Johnny vocht met een stafachtig wapen, en was een van de meest betrouwbare Freedom Fighters.
Johnny had in tegenstelling tot de meeste andere personages vrijwel geen soloverhalen in de stripreeks. Zijn primaire vijanden waren Commander Brutus, en Agent X.
Johnny stierf in de laatste verhaallijn van STC, gebaseerd op het spel Sonic Adventure.

## King Sonic
King Sonic is een versie van Sonic uit een parallel universum. In dit universum was het Sonic, en niet Robotnik, die bij het mislukte experiment om al het kwaad van Mobius te vernietigen slecht werd. King Sonic regeerde over Mobius als een dictator. Hij lijkt sprekend op Sonic, maar dan met een rode cape en kroon. Zijn tegenstanders zijn de Freedom Fighters uit deze wereld, geleid door Amy Rose en Tails.
Sonic en Amy kwamen King Sonic tegen tijdens hun reis door een aantal alternatieve universums, en versloegen de schurk.

## Kolonel Granite
Een kolonel in het Britse leger. Hij lijdt aan xenofobie. Amy en Tekno kwamen hem tegen toen ze per ongeluk naar de aarde werden getransporteerd. Eenmaal op aarde liet Granite hen arresteren omdat ze aliens waren.
Granite ontwierp later een poort naar Mobius, en viel met zijn leger Mobius binnen. Hij werd verslagen en teruggestuurd naar de Aarde, alwaar hij werd gearresteerd voor oorlogsmisdaden.

## Marxio Brothers
De Marxio Brothers zijn een combinatie van The Marx Brothers en het videospelicoon Super Mario Bros.. De twee zijn elektriciens uit de 'Marxio Wereld', een plaats waar ze doodsbang voor zijn. Bij hun debuut in de serie runden ze een casino om geld te verdienen voor Robotnik.

## Max Gamble
Max Gamble is een door geld geobsedeerde stereotiepe gangster. Hij runt veel casino’s. Aanvankelijk is hij loyaal aan robotnik, maar later gaat hij voor zichzelf werken.

## Megatox
Megatox was een wetenschapper die werkte voor Robotnik aan een chemisch mengsel genaamd Mega Mack. Er ging iets mis en de wetenschapper werd zelf bedolven onder het mengsel. In plaats van te sterven, fuseerde hij met het spul en werd een giftig monster. Sonic versloeg hem anavankelijk door Megatox’ vloeibare lichaam over een groot gebied uit te spreiden.
Veel later keerde hij weer terug. Hij kon nu naast een vloeibare vorm ook een vaste vorm aannemen. Sonic slaagde erin hem aan te vallen in diens vaste vorm, en versplinterde zo zijn lichaam.

## Mesmer
Mesmer the Goat was een agent voor Dr. Robontink. Hij had een talent voor hypnose. Hij liet een heel dorp denken dat ze aanbidders waren van de zonnegodin, en dat ze Knuckles moesten offeren aan hun god. Knuckles ontnam Mesmer zijn staf en brak de hypnose. Mesmer werd nadien niet meer gezien.

## Metamorphia
Metamorphia is een gedaanteveranderaar, die zichzelf kan veranderen in alles wat ze maar wil. Ze werd gemaakt door Dr. Robotnik, en zag hem als haar idool. Ze wilde hem een plezier doen door Sonic te vernietigen, maar slaagde hier niet in. Als ze niet aan het vechten was, leek ze erg onzeker van zichzelf.
In haar pogingen Sonic te verslaan deed Metamorphia zich onder andere voor als een groene egel genaamd Cosmic, en Sonics “langverloren tweelingbroer” Tonic. Uiteindelijk had Robotnik genoeg van haar mislukkingen. Hij ontnam haar haar krachten, en veranderde haar in een badnik. Dit maakte dat ze in ging zien dat Robotnik niets om haar gaf. Ze verliet hem, en trok zich terug om een nieuw leven op te bouwen.

## Nack the Weasel
Nack was een lid van de Chaotix, tot hij hen verraadde aan de Brotherhood of Metallix voor geld. Hierna ging hij voor zichzelf werken. Hij werkte uitsluitend voor persoonlijk gewin. Zo beroofde hij banken en stal oude schatten.
Nack was een wetenschappelijk genie. Hij ontwikkelde onder andere samen met Grimer een riem die iemand kon krimpen tot subatomair niveau.

## Nutzan Bolt
Nutzan Bolt is een vaste tegenstander van Miles "Tails" Prower. Hij was een general voor Robotnik in de Chemische zone. Tails ontdekte zijn plan om de omliggende zones te laten overstromen met chemisch afval. Nutzan is een robot. Bij zijn eerste ontmoeting met Tails slaagde Tails erin hem te onthoofden middels een automatische deur. Nutzan vond later een nieuw lichaam gemaakt van levend ijs, alwaar hij zijn hoof aan liet bevestigen. Met dit nieuwe lichaam veranderde hij de hele zone in een ijslandschap waar alleen hij kon leven. Hij vocht met Tails in zijn ijspaleis, en vermoordde hem bijna. Tails versloeg Nutzan door herhaaldelijk de naam “sonic” te noemen, iets wat bij Nutzan grote razernij opwekte. Hierdoor raakte Nutzans hoofd oververhit en smolt zijn ijslichaam. Zijn hoofd bleef achter in het ijspaleis toen ook dit smolt, en het is niet bekend wat er nadien met hem is gebeurd.

## Porker Lewis
Porker Lewis is een antropomorf varken. Hij is de technische expert van de Freedom Fighters. Hij kwam oorspronkelijk uit de speciale zone, waar hij moest vluchten nadat hij de misdaadbaas Hammerhead had bedrogen.

## Sab
Sab was de leider van een Freedom Fighter-groep genaam de Flock. Ze bevonden zich in de Chemische zone, en vochten net als Tails tegen Nutzan Bolt.
Sab vocht samen met Tails tegen Nutzan. Na hun laatste overwinning op Nutzan vertrokken zij en haar team, en werden niet meer gezien.

## Tekno the Canary
Tekno is een wetenschappelijk genie en monteur. Ze is een van de belangrijkste Freedom Fighters op Mobius. Hoewel haar vaardigheden sterk lijken op die van Porker Lewis, is ze een stuk avontuurlijker dan hij. Oorspronkelijk was ze een wapenontwerper voor Robotnik, maar werkte hem in het geheim tegen. Toen Robotnik dit ontdekte, moest ze vluchten. Later in de serie werd Tekno goede vrienden met Amy Rose.

## Tikal
Tikal was in een ver verleden de dochter van de mierenegelleider Pochacamac. Ze haalde Sonic naar het verleden om de mierenegels te helpen in hun strijd tegen het Drakon Keizerrijk. Sonic vocht met de mierenegels mee in hun strijd, maar moest terug naar de toekomst worden gestuurd toen het wezen Chaos verscheen.

## Vermin the Cybernik
Vermin verscheen voor het eerst in deel #90, waarin hij werd gemaakt door Lew Stringer en Roberto Corona. Oorspronkelijk was hij een anonieme antropomorfe rat, die diende als informant voor de Freedom Fighters. Hij verraadde hen echter aan Robotnik omdat hij graag een cybernik wild eworden. Robotnik ging akkoord. In zijn nieuwe vorm beschikte Vermin over bovennatuurlijke kracht en een onverwoestbaar metalen pantser. Tevens kon hij lasers afvuren en computervirussen injecteren in machines.
Vermin werd opgesloten na Robotniks val, maar brak later weer uit. Hij vocht met Shortfuse, maar infecteerde per ongeluk zichzelf met zijn eigen computervirus. Hierdoor begaf zijn pantser het, en werd hij weer kwetsbaar.